# غلاندورف (ألمانيا)
غلاندورف هي بلدية في مقاطعة أوسنابروك، في ولاية سكسونيا السفلى، ألمانيا. تقع على مقربة من غابة تويتوبورغ، وعلى بعد 24 كم من جنوب مدينة أوسنابروك.

## معرض صور

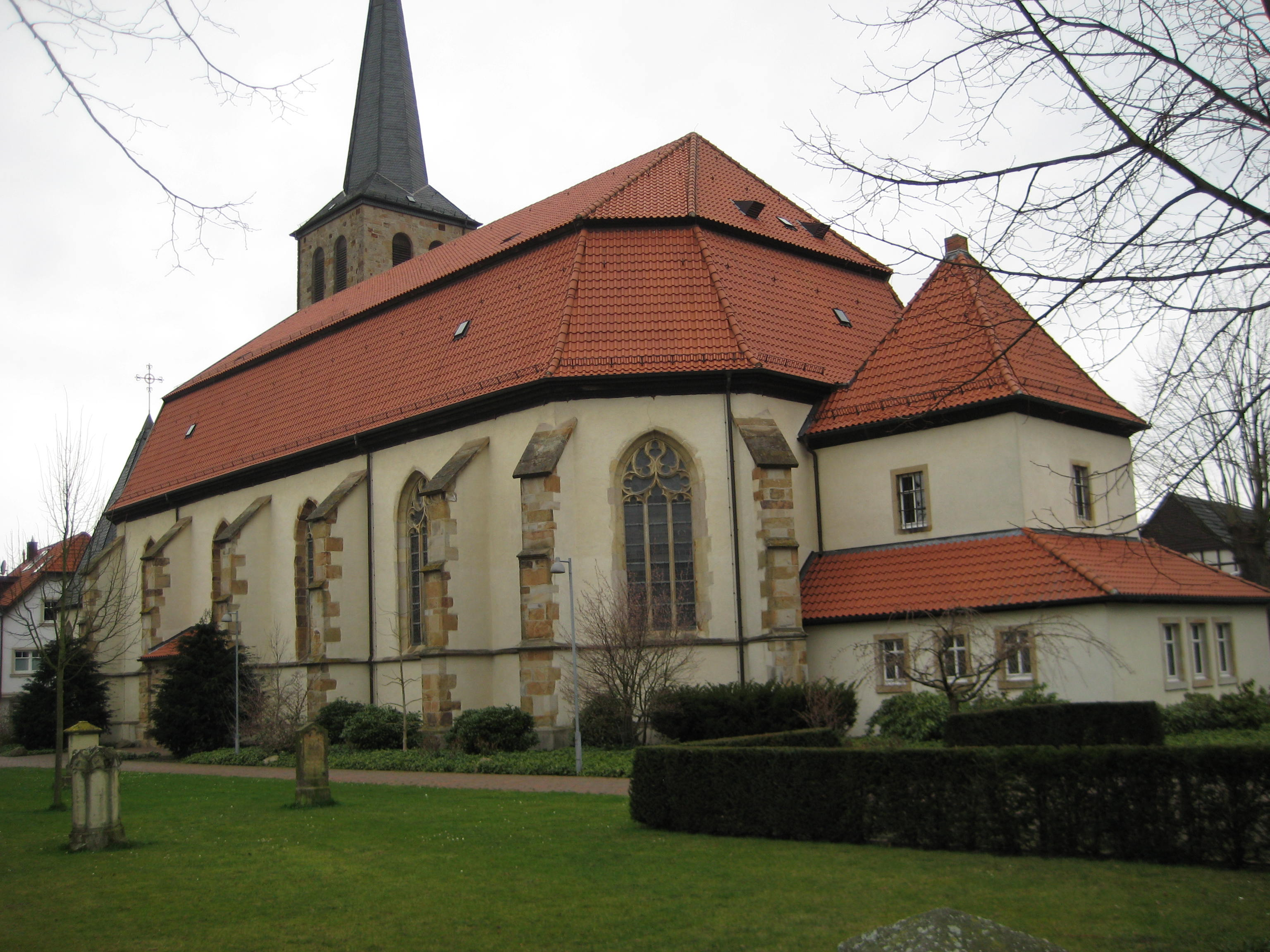
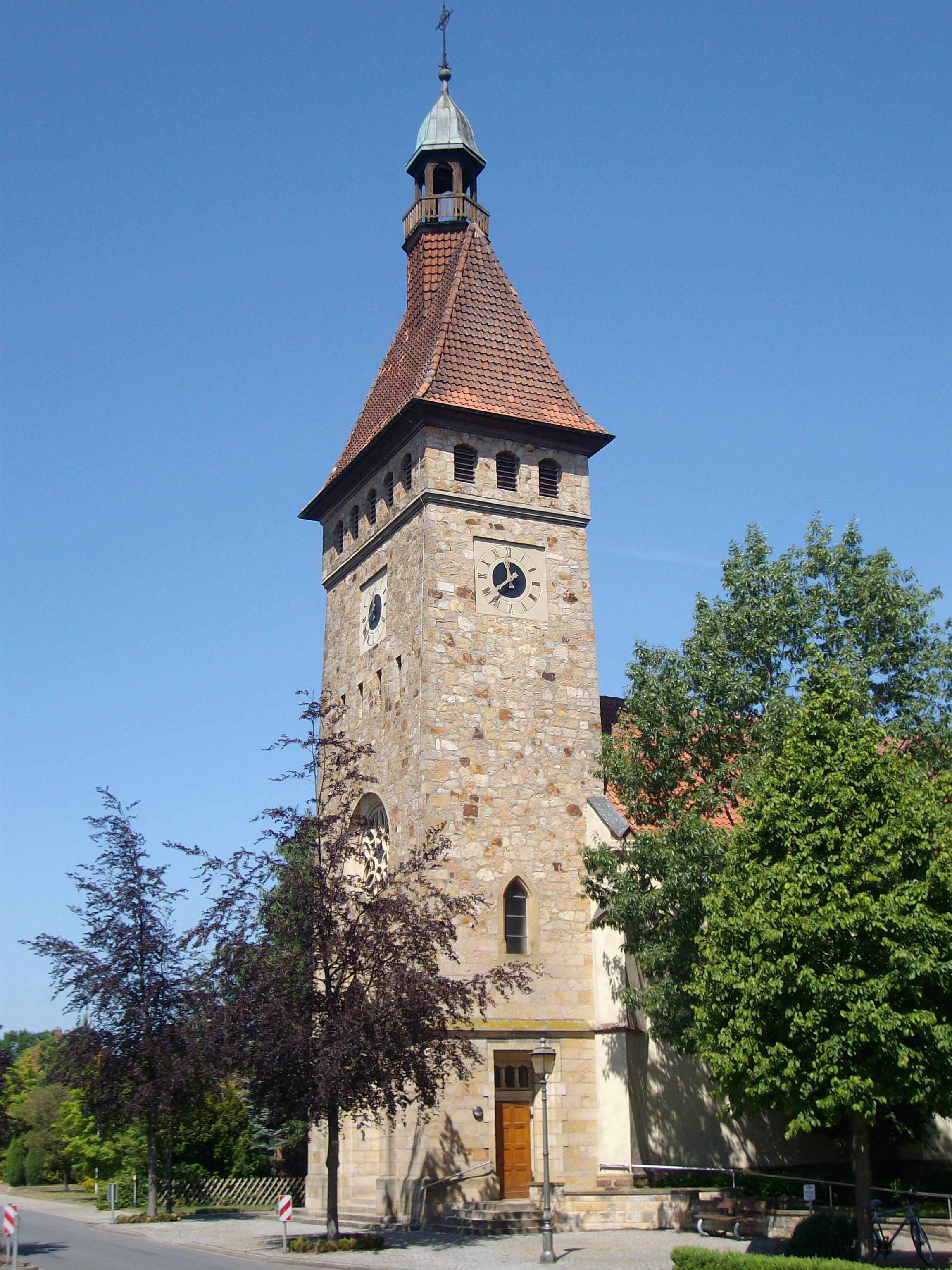
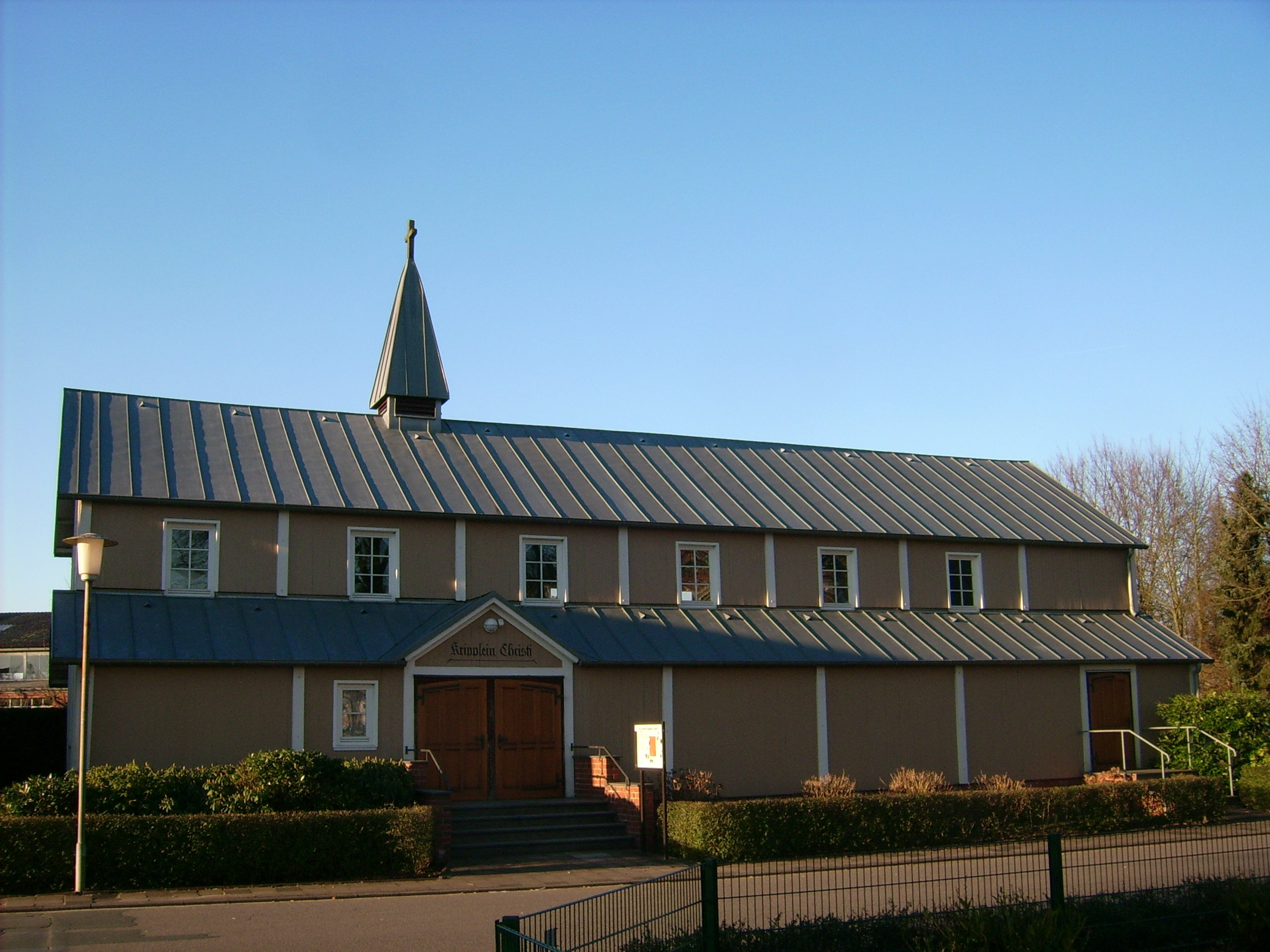

## تؤامه
- غلاندورف (أوهايو)